# Paramedetera digitata
Paramedetera digitata är en tvåvingeart som beskrevs av Patrick Grootaert 2006. Paramedetera digitata ingår i släktet Paramedetera och familjen styltflugor.
Artens utbredningsområde är Singapore. Inga underarter finns listade i Catalogue of Life.